# Luis Ovalle
Luis Ovalle (Cidade do Panamá, 7 de setembro de 1988), é um futebolista panamenho que atua como lateral. Atualmente, joga pelo Olimpia.

## Carreira
Foi convocado para defender a Seleção Panamenha de Futebol na Copa do Mundo FIFA de 2018.